# Ingeborg Eriksdotter av Danmark
Ingeborg Eriksdotter av Danmark, född omkring 1244 i Danmark, död 26 mars 1287, norsk drottning 1263–1280. 
Dotter till kung Erik Plogpenning av Danmark och Jutta av Sachsen. Gift 1261 med kung Magnus Lagaböter av Norge. Mor till kungarna Erik Prästhatare och Håkon Magnusson. Hon beskrivs som vacker, färgstark och viljestark, och relationen till maken beskrivs som god. Efter hans död styrde hon Norge som regent vid sidan av en rådgivare under sonens omyndighet 1280-82. Tillsammans med sin syster Sofia stred hon med Danmark om sitt farsarv.